# Partido Nacionalista Canario

La Bandera del Ateneo, primera bandera nacionalista.

El Partido Nacionalista Canario (PNC) es un partido político nacionalista canario fundado el 30 de enero de 1924, en La Habana, por exiliados canarios. Su moderación es su principal baza en la política canaria, siempre ha criticado los insularismos, por creer que estos son nefastos para el bienestar y la concordia del pueblo canario.

## Antecedentes
El primer PNC se fundó fuera de tierras canarias, más concretamente en La Habana, el día 30 de enero de 1924, siendo entonces su primer presidente José G. Cabrera Díaz, tipógrafo de profesión y que había sido líder sindical de los trabajadores canarios: el 5 de agosto de 1900 había fundado la Asociación Obrera Canaria. Sin embargo, en los años 20 José Cabrera Díaz ya abandonó sus postulados obreros y ahora mantendrá una postura de defensa de los intereses de la burguesía.
Aunque el PNC de La Habana se autoproclamara como heredero del pensamiento de Secundino Delgado, lo cierto es que el partido estará muy alejado de los planteamientos de Secundino de liberación nacional y social, cercanos en ocasiones al anarquismo.
El órgano de difusión del PNC será el periódico El Guanche (Segunda Época), siendo su director Luis Felipe Gómez Wangüemert. También adoptará como bandera canaria la conocida como Bandera del Ateneo (O "Bandera de Secundino", si bien este no fue su creador, y ni siquiera hay pruebas de que llegara a utilizarla), es decir, azul con siete estrellas blancas colocadas en la posición que ocupan las islas geográficamente.
Este primer PNC tendrá pocos años de duración. Posteriormente se fundará un nuevo PNC que recuperará algunos de los planteamientos de este.

## El actual PNC
En 1982 se realiza el Congreso Constituyente del actual Partido Nacionalista Canario, recuperando el nombre de la organización que existió en los años 20, así como algunos de sus símbolos.
En 1993, junto con otras organizaciones políticas, pasa a formar parte de Coalición Canaria, para abandonar unos años más tarde, en 1998, dicha formación.
Hacia 2003 comienzan a aparecer discrepancias entre sectores de las bases del PNC con los dirigentes del partido, así como la inclusión en las listas electorales de independientes como Guillermo Guigou, proveniente del Partido Popular.
Un sector del PNC se escinde y forma el PaNaCa, formación que denunciaba la línea política que estaba tomando el PNC, acusándolo de abandonar sus reivindicaciones nacionalistas. Por su parte el PNC acusaba al PaNaCa de estar promovido por Coalición Canaria. Finalmente, el PaNaCa, tras la expulsión de algunos de sus miembros, se integraría en Coalición Canaria.
Por su parte, los dos concejales del PNC en el ayuntamiento de Santa Cruz de Tenerife que jamás llegaron a afiliarse al partido, tras no rendir cuentas de su trabajo, ni de los ingresos del grupo municipal PNC, son obligados a dejar de utilizar las siglas del PNC y forman el grupo mixto.
A lo largo de los años el PNC se ha presentado a las elecciones junto a diversas fuerzas políticas. En las elecciones al Parlamento de Canarias de 2003 se presentó junto a otras fuerzas políticas, como el Partido de Independientes de Lanzarote (PIL), bajo la denominación de Federación Nacionalista Canaria (FNC). En las elecciones al senado de 2004, en la isla de El Hierro el PNC se presentaría conjuntamente con el PSOE. En 2007 el PNC y CC acordaron concurrir juntos a las elecciones municipales y autonómicas; de cara a las autonómicas de 2011 esta última coalición se reeditó. El 4 de abril de 2023 rompió dicho acuerdo con Coalición para ir en solitario para las elecciones en mayo.
El actual Presidente del partido es Francisco Martín tras la jubilación de Juan Manuel García Ramos.

## Elecciones generales de España de 2023
- Para intentar frenar la ley electoral y obtener representación en el Congreso de los Diputados y Senado Partido Nacionalista Canario y concurrirán unidos al Congreso y Senado por todas las circunscripciones de Canarias pero desligado de Coalición Canaria y Nueva Canarias.

## Resultados electorales
| Elecciones y fecha | Candidato                          | Votos                              | %                                  | Diputados | Gobierno           |
| ------------------ | ---------------------------------- | ---------------------------------- | ---------------------------------- | --------- | ------------------ |
| 1991               | Bernardo Cabrera                   | 7.845 (#6)                         | 1,14                               | 0/60      | Extraparlamentario |
| 1995               | En Coalición Canaria               | En Coalición Canaria               | En Coalición Canaria               | 1/60      | Gobierno           |
| 1999               | En Federación Nacionalista Canaria | En Federación Nacionalista Canaria | En Federación Nacionalista Canaria | 0/60      | Extraparlamentario |
| 2003               | En Federación Nacionalista Canaria | En Federación Nacionalista Canaria | En Federación Nacionalista Canaria | 0/60      | Extraparlamentario |
| 2007               | Junto a Coalición Canaria          | Junto a Coalición Canaria          | Junto a Coalición Canaria          | 0/60      | Extraparlamentario |
| 2011               | Junto a Coalición Canaria          | Junto a Coalición Canaria          | Junto a Coalición Canaria          | 0/60      | Extraparlamentario |
| 2015               | Junto a Coalición Canaria          | Junto a Coalición Canaria          | Junto a Coalición Canaria          | 1/60      | Gobierno           |
| 2019               | Junto a Coalición Canaria          | Junto a Coalición Canaria          | Junto a Coalición Canaria          | 1/60      | Oposición          |
| 2023               | José Mª Hernández                  | 2.395 (#14)                        | 0,26                               | 0/60      | Extraparlamentario |